# Thopha saccata
Thopha saccata (лат.) — вид певчих цикад из семейства Cicadidae. Крупнейшая цикада Австралии и самое громкое насекомое в мире. Размах крыльев достигает 15 см. Описанная датским зоологом Йоханом Христианом Фабрициусом в 1803 году, она была первой цикадой, обнаруженной в Австралии. Широкоголовая по сравнению с другими цикадами, Thopha saccata в основном коричневая с чёрным рисунком на задней части груди и красно-коричневым и чёрным низом. Самки и самцы похожи друг на друга по внешнему виду, хотя у самок отсутствуют тимбальные органы и мешковидные покровы самцов. Взрослые особи, обитающие в склерофитовых лесах в Квинсленде и Новом Южном Уэльсе, обычно сидят высоко на ветвях больших эвкалиптов. Они появляются из-под земли, где они провели несколько лет как нимфы, с ноября по март, и живут ещё четыре-пять недель. В одни годы они появляются в большом количестве, а в другие отсутствуют.

## Таксономия и этимология
Датский натуралист Йохан Кристиан Фабрициус впервые описал Thopha saccata под именем Tettigonia saccata в 1803 году, это было первое описание австралийских цикад. Типовая местность необъяснимо и неверно была записана как Китай. Французские энтомологи Шарль Жан-Батист Амио и Жан Гийом Одине-Сервиль поместили его в новый род Thopha, описанный в их работе 1843 года Histoire naturelle des insectes Hemipteres («Естественная история насекомых отряда Hemiptera»). Родовое название Thopha происходит от слова thoph (ивр. תּוֹף‬‎), что означает «барабан». Они также считали эту цикаду нативной для Китая. Видовое название происходит от латинского saccus, что означает «мешок» или «сумка», а точнее «мешок с деньгами».
В 1838 году французский зоолог Феликс Эдуард Герен-Меневилль впервые отметил, что Thopha saccata родом из Австралии, а не из Китая. Английский энтомолог Джон Обадиа Вествуд обозначил его типовым видом рода в 1843 году, а также типовым видом для трибы Thophini. Обычное народное англоязычное название double drummer (двойной барабанщик) происходит от мешковидных тимбальных покрытий («барабанов») самца цикады по обе стороны от его брюшка.

## Описание

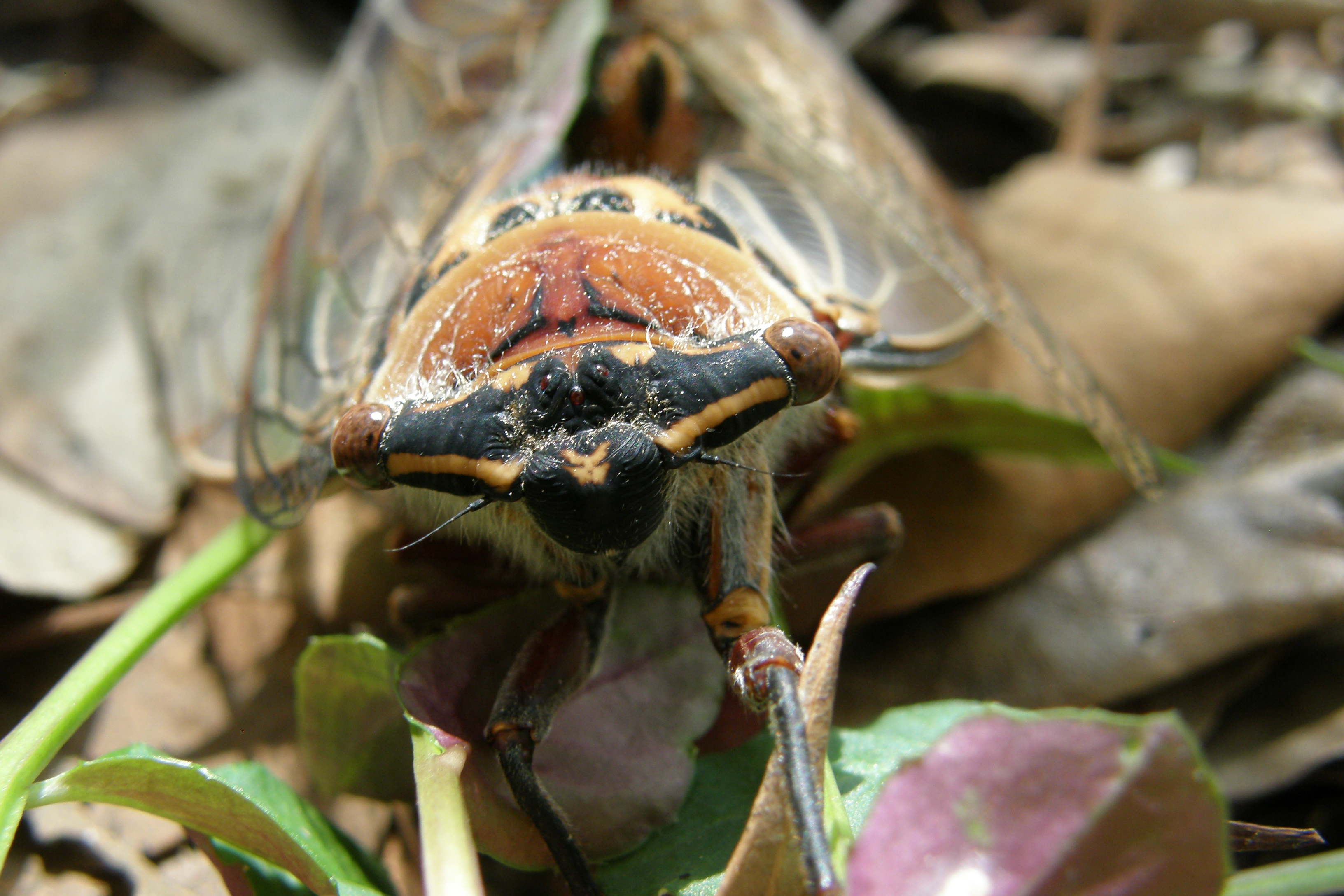
Лицо, видны маленькие красные оцеллии и глаза — юго-восток Квинсленда.

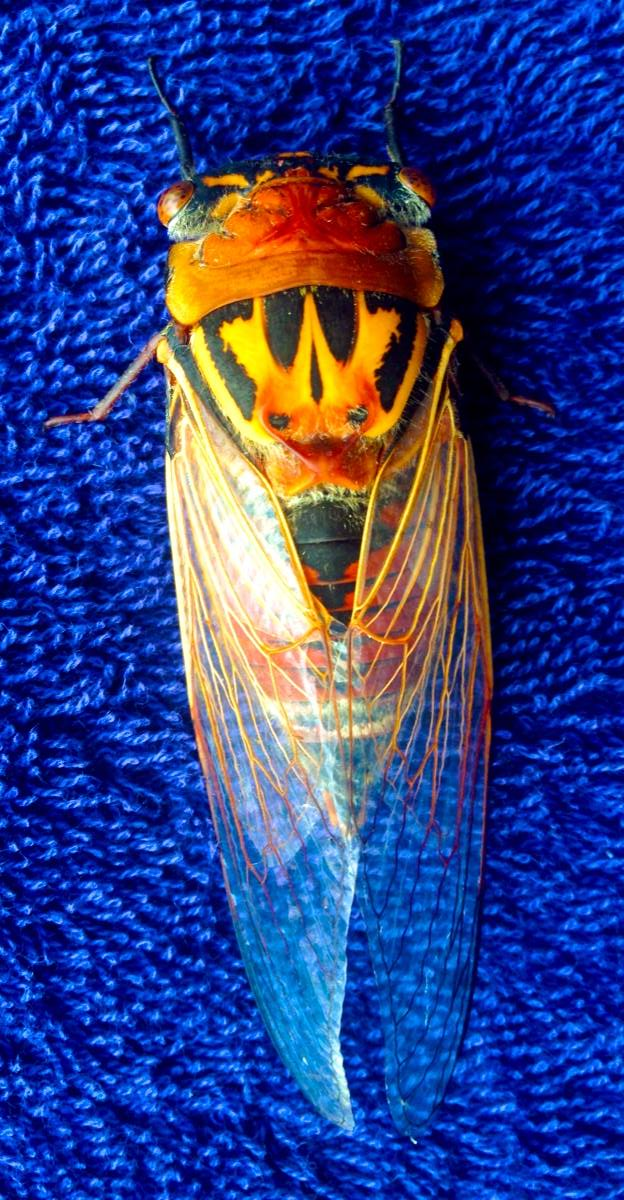
Самка T. saccata на ковре

Взрослые особи Thopha saccata представляют собой самый крупный австралийский вид цикад, самец и самка в среднем имеют длину 4,75 и 5,12 см соответственно. Грудь имеет ширину около 2 см, её стороны расширены по сравнению с грудью других австралийских цикад. Передние крылья 5-6,6 см в длину. Самый крупный собранный образец имеет размах крыльев 15,1 см, а средний — 13,3 см. Средняя масса составляет 4,0 г. У представителей обоих полов похожие отметины, но у самцов есть большие тёмно-красно-коричневые мешковидные структуры на каждой стороне живота. Они покрывают тимбалы — специализированные структуры, состоящие из вертикальных рёбер и тимбальной пластины, которая изгибается для воспроизведения песни цикады. Голова намного шире, чем у других цикад, и шире, чем переднеспинка позади неё. Голова, усики и постклипеус чёрные с узкой рваной бледно-коричневой поперечной полосой на макушке сразу за глазками. Глаза у молодых взрослых цикад при появлении становятся чёрными, но позднее становятся коричневыми с чёрными псевдозрачками на заднем крае глаза. Оцеллии тёмно-красные. Хоботок составляет 1,26 см (0,50 дюйма) в длину — очень длинный по сравнению с другими видами австралийских цикад. Грудь коричневая, у пожилых особей становится бледнее. Переднеспинка ржаво-коричневая с чёрными передними краями, в то время как среднеспинка немного бледнее с заметными чёрными отметинами с парными конусообразными пятнами с основаниями впереди по обе стороны от средней полосы; латеральнее этих пятен есть пара отметин, напоминающих цифру «7» на правой стороне среднеспинки и её обратной стороне слева. Брюшко между крышками барабанных перепонок чёрное, а кзади красно-коричневое и чёрное. Нижняя часть Thopha saccata красно-коричневая и чёрная и покрыта тонкими серебристыми бархатистыми волосками. Яйцеклад самки очень длинный — 1,76 см. Крылья стекловидные (прозрачные) со светло-коричневыми жилками. Ноги тёмно-коричневые с серыми бархатистыми волосками.
Различия в цвете по всему ареалу незначительны, хотя отдельные самки бывают темнее среднего значения, а отметины менее заметны или отсутствуют. Thopha saccata в целом крупнее и темнее, чем северный вид Thopha sessiliba; у последнего вида есть белая полоса на брюшке, а у первого — чёрные отметины на переднем крае (костальная жилка) переднего крыла, выходящего за базальную ячейку.
Цикады-самцы издают шумный звук, чтобы привлечь самок, что было описано в литературе как «звук лета». Песня Thopha saccata чрезвычайно громкая — по сообщениям, это самый громкий звук среди всех насекомых — и может достигать оглушительной громкости, превышающей 120 дБ, если на близком расстоянии находится большое количество двойных барабанщиков. Эта монотонная и похожая на гудение песня напоминает высокий звук волынки. Звук изгибающейся барабанной пластины резонирует в соседней полой камере в брюшной полости, а также во внешних заполненных воздухом мешочках, которые действуют как резонаторы Гельмгольца.
Пение может прекращаться и возобновляться внезапно, либо редко, либо часто, и обычно прекращается внезапно. Песня была описана слогами как «Тар-ран-тар-рар-тар-ран-тар-рар» и состоит из серии импульсов, излучаемых с частотой 240—250 секунд. Покрытия барабанной перепонки намного больше, чем у других видов, а также делают звук громче и направляют его в определённом направлении. Есть две отдельные фазы песни, которые Thopha saccata переключает между нерегулярными интервалами. Одна фаза — это непрерывный звук, который может длиться несколько минут; в этот период частота колеблется от 5,5—6,2 кГц до 6,0—7,5 кГц 4—6 раз в секунду. В другой фазе песня прерывается паузами с возрастающей частотой, что приводит к звучанию стаккато. Эти паузы можно ошибочно принять за тишину, поскольку разница в громкости настолько велика, хотя на самом деле песня продолжается с гораздо меньшей громкостью. Во время этой стаккато фазы, которая длится несколько секунд, частота остаётся в районе 5,75—6,5 кГц. Частота песни — это высокая гармоника частоты повторения импульсов, из-за чего звук получается особенно звонким. Thopha saccata и собираются в группы, чтобы усилить свои крики, что, вероятно, отпугивает потенциальных хищников. Самцы Thopha saccata также издают сигнал бедствия — резкий фрагментарный нерегулярный звук — после того, как их схватил хищник.

## Жизненный цикл

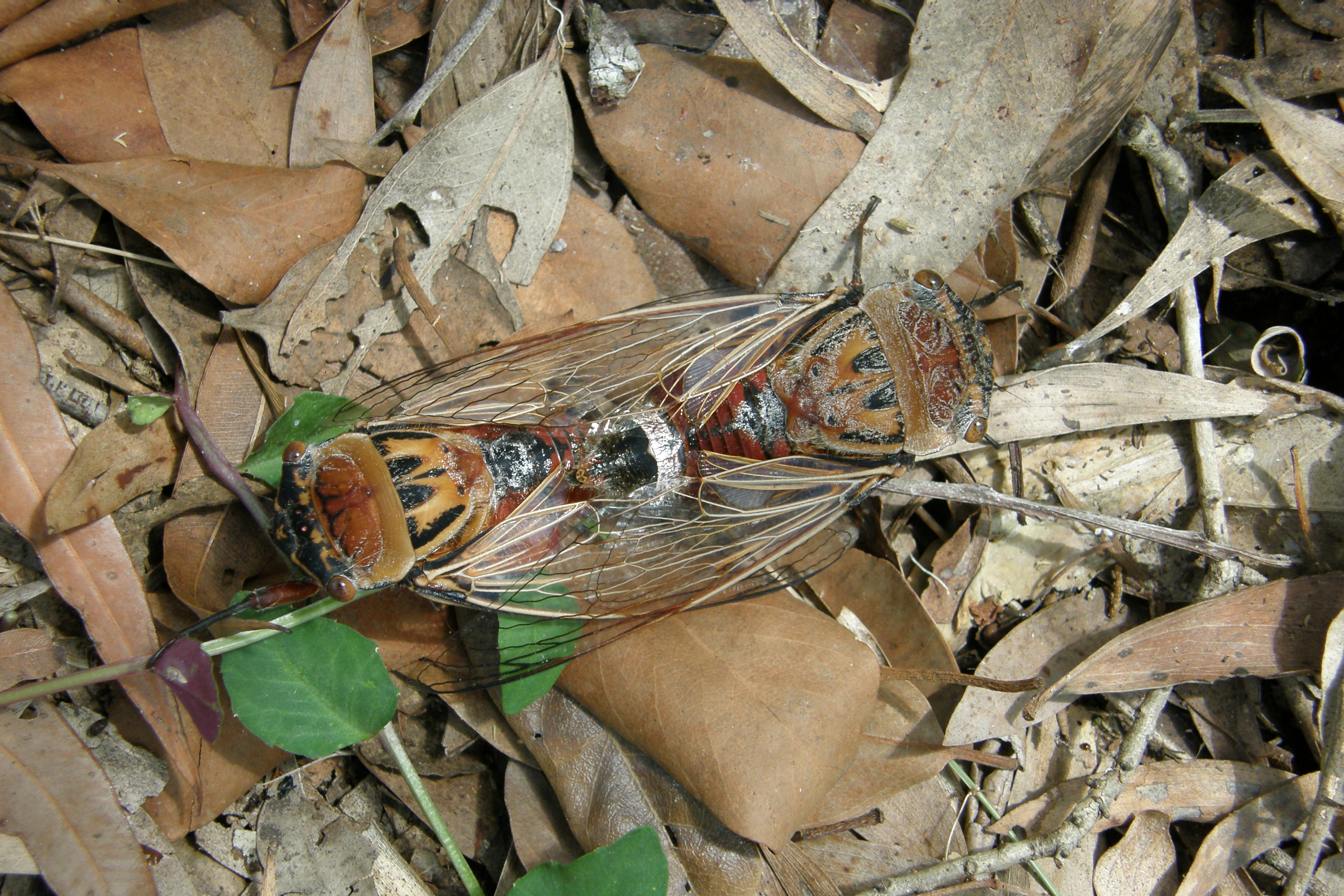
Спаривание Thopha saccata, Квинсленд

Яйца цикад в форме узкого веретена откладываются в ряд щелей, прорезанных яйцекладом матери в ветвях, обычно эвкалиптов. В среднем в каждую щель откладывают около двенадцати яиц, всего несколько сотен. Эти порезы могут нанести значительный ущерб коре деревьев с нежными покровами. Все яйца вылупляются примерно на 70 дней позже — обычно в течение одного или двух дней, — но в холодных или сухих условиях это происходит дольше. Затем личинки падают на землю и зарываются в почву. Хотя точное время жизненного цикла Thopha saccata неизвестно, нимфы цикад обычно проводят от четырёх до шести лет под землёй. Thopha saccata появляются днём, что необычно для австралийских цикад. Обычно нимфы появляются массово, они покрыты грязью. Эта грязь остаётся на их экзувиях, которые появляющиеся цикады оставляют у оснований эвкалиптов. В лесу каждый год в разных местах могут появляться следующие друг за другом выводки. После освобождения от экзувия тело и крылья цикады высыхают и затвердевают.
Взрослая продолжительность жизни двух барабанщиков составляет около четырёх или пяти недель. В это время они спариваются и размножаются и питаются исключительно соком живых деревьев, высасывая его через специализированный ротовой аппарат. Самки цикад умирают после откладывания яиц.

## Распространение и экология

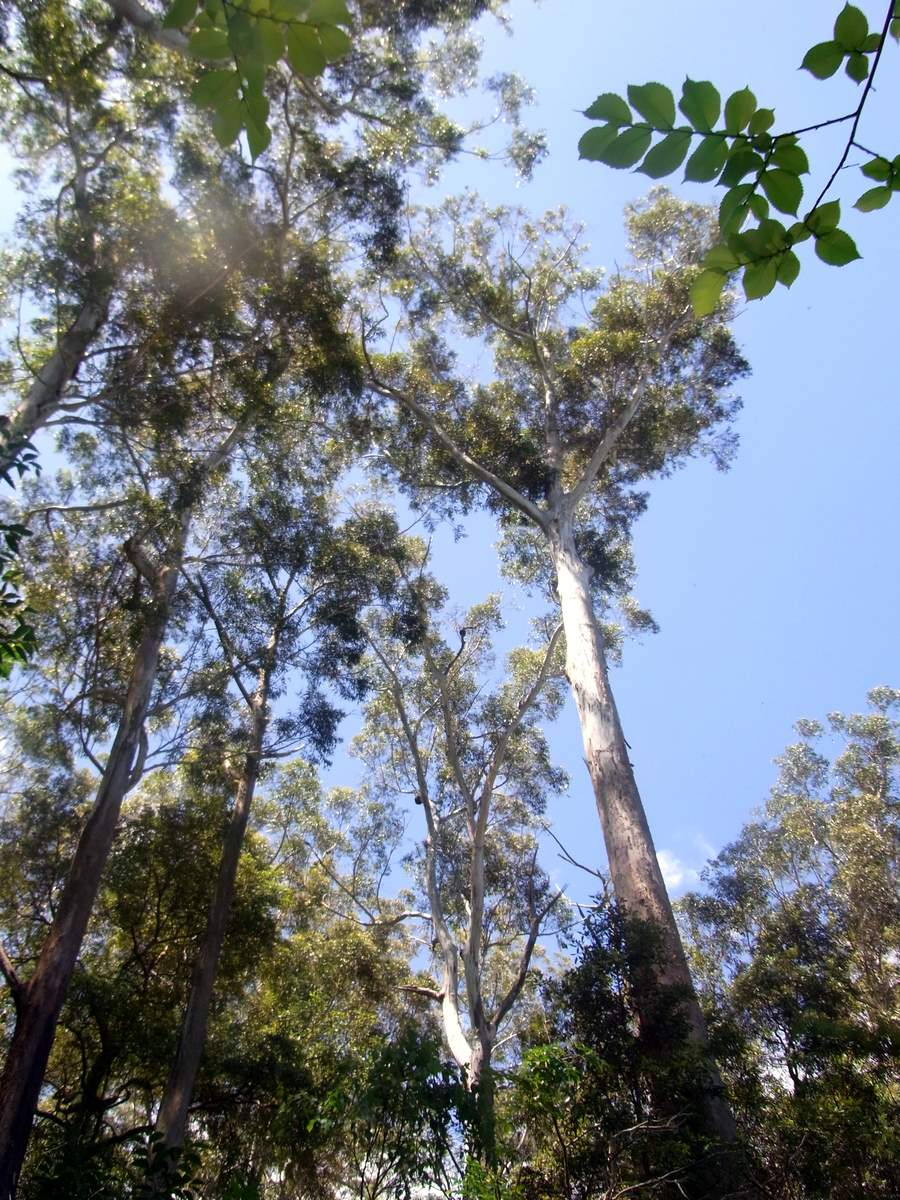
Эвкалиптовый лес (Eucalyptus pilularis, Сидней) как типичное место обитания Thopha saccata

Thopha saccata имеет разорванный ареал: от северного тропического Квинсленда, около Шиптонс Флэт и Куктауна на юг до Ингхэма и Сарины, а затем от Гимпи на юго-востоке Квинсленда до Моруи на юге Нового Южного Уэльса. Он встречается на возвышенностях в северной части своего ареала, так как климат там подобен климату на юго-востоке Квинсленда. В своё время австралийские энтомологи Уолтер Уилсон Фроггат и Роберт Джон Тиллард ошибочно включали Южную Австралию в ареал вида.

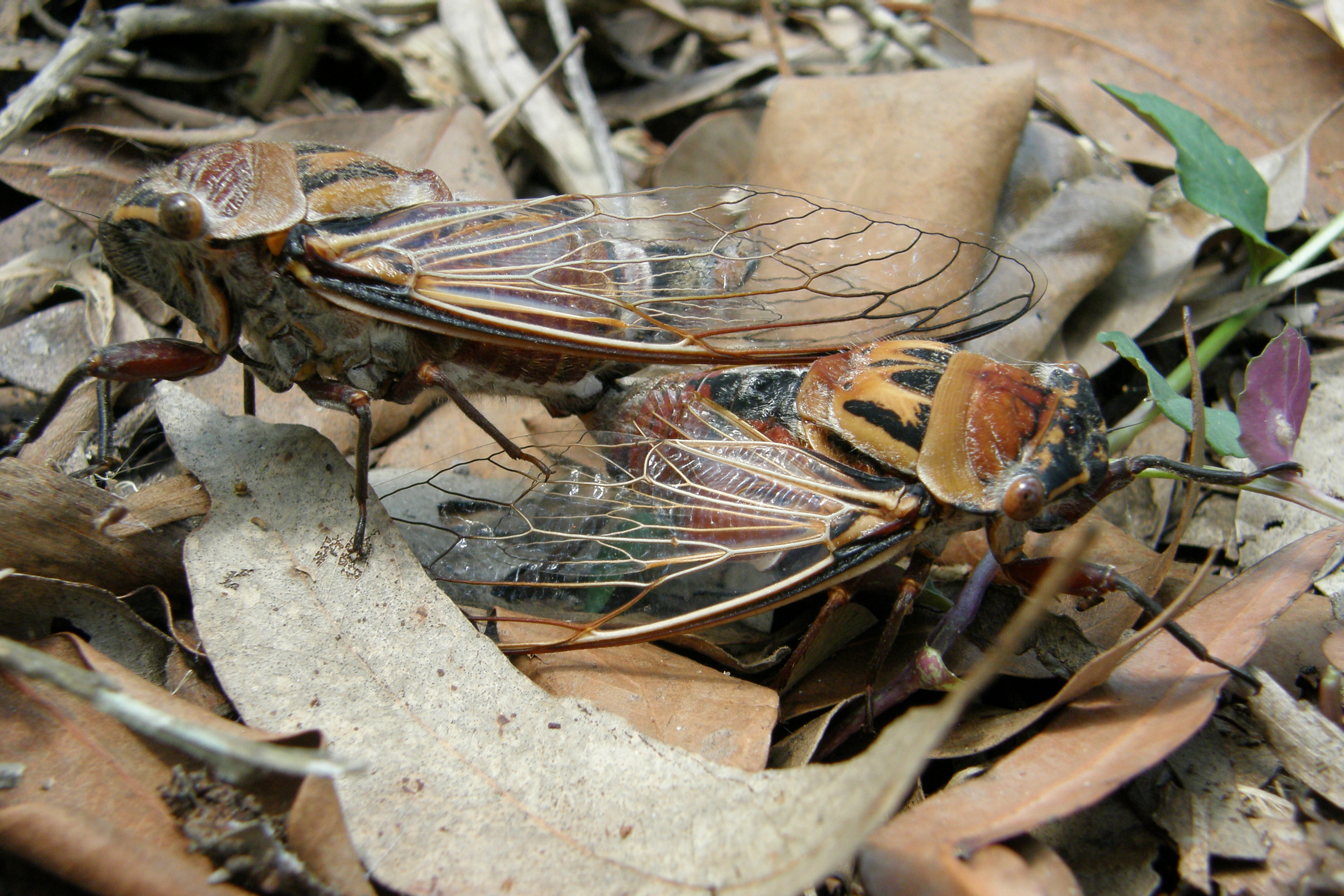
Самка T. saccata (сзади, слева) самец (спереди, справа)

Взрослые особи присутствуют с ноября до начала марта, в одни годы плодовиты, в другие — отсутствуют. Они обитают в сухом склерофилловом лесу, предпочитая садиться и питаться большими эвкалиптами диаметром более 20 см и редкой листвой, сосредоточенной на высоте от 10 до 25 м, виды с грубой корой, мировые (Angophora и Tristania). По данным исследования, проведённого на трёх участках в западном Сиднее, связанные с цикадами деревья включают эвкалипты (Eucalyptus moluccana, E. racemosa) и миртовые (Angophora bakeri). В прибрежных заболоченных склерофитных лесах в Хокс-Несте в Новом Южном Уэльсе взрослые особи цикад наблюдались в основном на болотном красном дереве (Eucalyptus robusta), а иногда и на E. pilularis, а также на аллоказуарине Allocasuarina littoralis и интродуцированной сосне (Pinus radiata). Нимфы питаются в основном на корнях эвкалиптов.
Thopha saccata плохо приспособился к обитанию в городской среде; распространение вида в городах ограничивается лишь естественными насаждениями крупных деревьев.

## Поведение
В жаркую погоду Thopha saccata садятся на верхние ветви деревьев, а в пасмурные или дождливые дни их можно найти внизу на стволах у земли. Thopha saccata на стволах деревьев пугливы и могут массово улететь, если их потревожить. По сравнению с другими австралийскими цикадами они обладают превосходной чувствительностью, летают с умеренной крейсерской скоростью 2,5 м/сек, и с максимальной скоростью 4,0 м/сек, исключительно искусны при приземлении. Известно, что Thopha saccata улетают в море, по сути, в поездку в один конец, поскольку их тела позже были обнаружены выброшенными на берег. Сообщалось, что в январе 1979 года в 8 км от побережья залива Суссекс (Новый Южный Уэльс) в лодке местного рыбака и вокруг неё была замечена стая Thopha saccata.

## Враги
В период массового появления цикад они становятся жертвами многих хищников, позвоночных и беспозвоночных. Когда взрослые цикады появляются в дневное время, их в больших количествах поедают птицы. Цикады Thopha также были обнаружены в желудках лисиц. Thopha saccata — один из крупных видов цикад, на которых охотятся специализированные осы-убийцы цикад (Exeirus lateritius), которые жалят и парализует цикад, сидящих высоко на деревьях. Их жертвы падают на землю, где оса-охотник находит и несёт их, иногда на расстояние до 100 м. Затем их затаскивают в осиное гнездо, где беспомощную парализованную цикаду помещают на полку в часто обширных «катакомбах», чтобы сформировать запас корма для осиной личинки, растущей из отложенных в ней яиц.

## Цикады и люди
Взаимодействие с людьми в основном связано с громким звуком, издаваемом цикадами. Школьники залезают на деревья, чтобы собрать живых цикад и держать их в качестве домашних животных в коробках из-под обуви. Однако их нелегко держать дольше одного-двух дней, поскольку для еды им нужен растительный сок. Живых взрослых цикад приносят в школы с целью поразить класс их пронзительным звуком. Стихи, посвящённые Thopha saccata, появились в католической прессе в 1933 и 1936 годах, описывая детям хищничество птиц и жизненный цикл цикад.